# NGC 2222

## Розташування у сузір'ї Живописця

Сузір'я Живописця
Розташування у сузір'ї